# Codices Ambrosiani

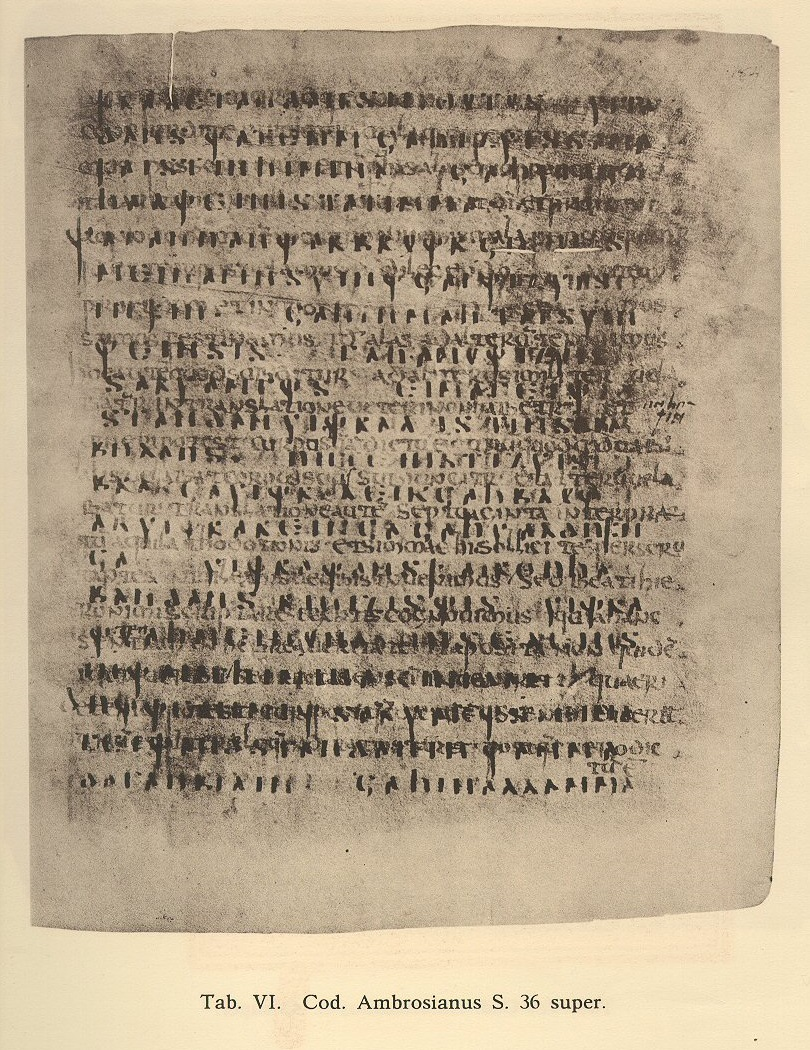
Pagina uit de Codex Ambrosianus A, signatuur S36

De Codices Ambrosiani vormen een verzameling middeleeuwse handschriften waarin delen van de Gotische Bijbelvertaling van de Visigotische bisschop Wulfila zijn overgeleverd. De handschriften bevinden zich in de Biblioteca Ambrosiana te Milaan waaraan ze hun naam danken. Er zijn in de Biblioteca Ambrosiana nog andere handschriften die men onder de noemer Codices Ambrosiani kan terug vinden, in principe is elk handschrift in de Bibliotheca Ambrosiana een codex Ambrosianus maar dit artikel behandelt de palimpsesten met teksten geschreven in het Gotisch.

## Codices
Er zijn in totaal 5 manuscripten en het zijn allemaal palimpsesten afkomstig van het scriptorium van Bobbio. Deze fragmenten werden in 1817 ontdekt door kardinaal Mai en gepubliceerd door Carlo Ottavio Castiglione tussen 1819 en 1839.
De lijst ziet er als volgt uit:
- De Codex Ambrosianus A (Signatuur S. 36 parte superiore) is met 102 folia het omvangrijkste document in de verzameling. Dit boek bevat een deel van de brieven van Paulus en een Gotische kalender. Codex A bevat naast de primaire tekst talrijke randglossen. De Codex Taurinensis bewaard in de Biblioteca Nazionale di Torino maakte origineel deel uit van codex A.
- De Codex Ambrosianus B (Signatuur S. 45 parte superiore) telt 77 folia. Ook dit boek bevat een deel van de epistels van Paulus. In tegenstelling tot codex A zijn hier nauwelijks randglossen te vinden. De teksten in de codices A en B bevatten ongeveer 70% van de brieven van Paulus. De inhoud van de beide codices is overlappend.
- De Codex Ambrosianus C (Signatuur J. 61 parte superiore) telt 2 folia met een gedeelte uit het Matteüs evangelie (Matteüs 25-27). De tekst van dit fragment overlapt gedeeltelijk met de tekst van Matteüs in de Codex Argenteus. Het schrift van C is sterk afwijkend van het schrift in de andere codices.
- De Codex Ambrosianus D (Signatuur G. 82 parte superiore) telt 3 folia met fragmenten uit het Bijbelboek  Nehemia (Nehemia 5-7). Dit zijn de enige fragmenten van het Oude Testament die in het Gotisch bewaard zijn gebleven.
- De Codex Ambrosianus E (Signatuur E. 147 parte superiore) telt 5 folia met fragmenten uit de Skeireins. Een fragment van wat eens de Codex Ambrosianus E was, bevindt zich vandaag in de Vaticaanse Bibliotheek als Codex Vaticanus Latinus 5750. De Skeireins zijn commentaren op het evangelie van Johannes. Het is niet zeker dat ze tot de Gotische Bijbel behoorden en van de hand van Wulfila zijn.